# Morrovalle
Morrovalle là một đô thị ở tỉnh Macerata ở vùng Marche, có vị trí cách khoảng 35 km về phía nam của Ancona và khoảng 11 km về phía đông của Macerata. Tại thời điểm ngày 31 tháng 12 năm 2004, đô thị này có dân số 9.534 người và diện tích là 42,6 km².
Đô thị Morrovalle có các frazioni (các đơn vị trực thuộc, chủ yếu là các làng) Trodica, Santa Lucia, Borgo Pintura, Cunicchio, và Frati San Gabriele.
Morrovalle giáp các đô thị: Corridonia, Macerata, Monte San Giusto, Montecosaro, Montegranaro, Montelupone.